# بيدرو إيمانويل
بيدرو ايمانويل (بالبرتغالية: Pedro Emanuel) (11 فبراير 1975 بلواندا في أنغولا - ) هو مدرب كرة قدم ولاعب كرة قدم برتغالي في مركز الدفاع. شارك مع منتخب البرتغال تحت 21 سنة لكرة القدم. أما مع النوادي، فقد لعب مع نادي بوافيشتا ونادي بورتو وF.C. Marco ‏ ونادي بينفايل وأوفارينسه ديبورتيفا ‏.

## روابط خارجية
- بيدرو إيمانويل على موقع قاعدة بيانات كرة القدم.إي يو (الإنجليزية)
- بيدرو إيمانويل على موقع عالم كرة القدم.نت (الإنجليزية)